# Inklination (Medizin)

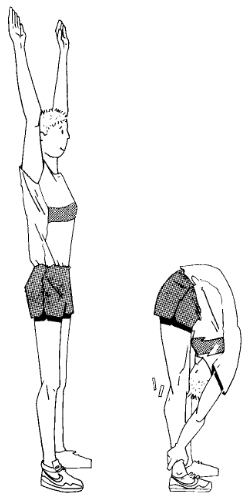
Inklination der Wirbelsäule als Skizze

Die Inklination (gleichbedeutend mit Ventralflexion) ist das Vorneigen des Oberkörpers bzw. der Wirbelsäule und des Kopfes.
Die gegenläufige Bewegung wird als Reklination oder Dorsalextension bezeichnet. Weitere Bewegungen des Oberkörpers sind die Lateralflexion und die Rotation.
Die Inklination des Oberkörpers vollzieht sich hauptsächlich in der Lendenwirbelsäule. Das hängt mit der Stellung der Gelenkflächen der Wirbelgelenke zusammen.